# Dittomesia crispa
Dittomesia crispa är en mossdjursart som beskrevs av Gordon 1989. Dittomesia crispa ingår i släktet Dittomesia och familjen Smittinidae. Inga underarter finns listade i Catalogue of Life.